# Wyżni Czarnostawiański Przechód
Wyżni Czarnostawiański Przechód (2181 m) – siodełko na północno-wschodniej grzędzie Mięguszowieckiego Szczytu Czarnego w polskich Tatrach Wysokich. Znajduje się w środkowej jej części w lewej (patrząc od dołu) gałęzi tej grzędy, powyżej Czarnostawiańskiej Strażnicy. Na południowy wschód opada z grzędy płytowe zacięcie do Wyżniego Czarnostawiańskiego Kotła. Wyżni Czarnostawiański Przechód znajduje się na ostrzu grzędy kilkadziesiąt metrów wyżej, pod uskokiem. Z przechodu można zejść do Kotła Kazalnicy stromym trawersem, lub kruchym, skalisto-trawiastym terenem do żlebka. Niżni i Wyżni Czarnostawiański Przechód są jedynymi miejscami na grzędzie, przez które można bezproblemowo przetrawersować z Wyżniego Czarnostawiańskiego Kotła do Kotła Kazalnicy, wszędzie poza tymi dwoma miejscami grzęda ta do Kotła Kazalnicy opada pionową i kruchą ścianą.
Autorem nazwy przechodu jest Władysław Cywiński. Przez przechód ten prowadzi taternicka droga wspinaczkowa Trawers z Wyżniego Kotła Czarnostawiańskiego do Kotła Kazalnicy przez Wyżni Czarnostawiański Przechód (0+ w skali tatrzańskiej, czas przejścia 30 min).

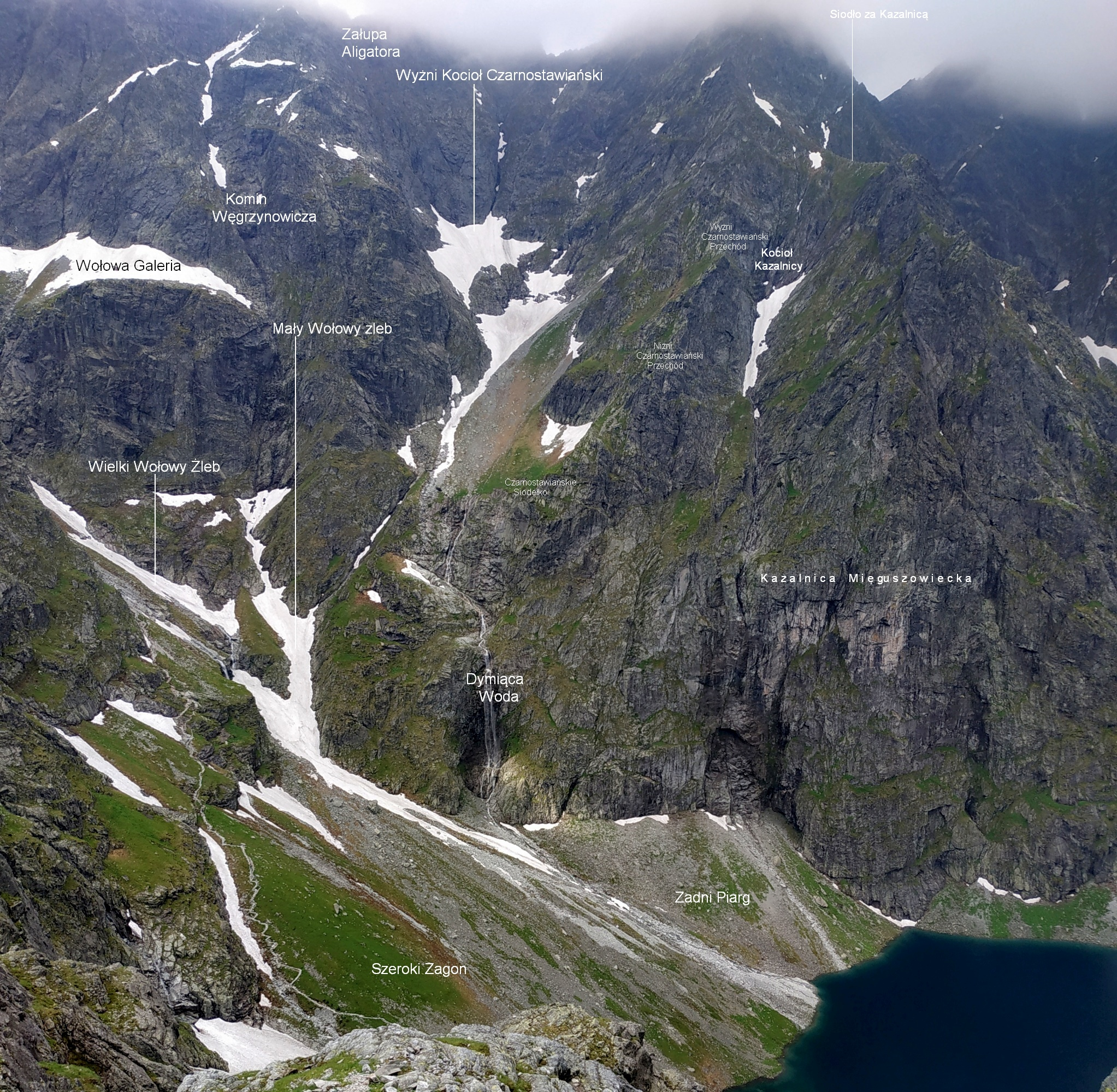